# Район 5 (Хошимин)
Район 5 (вьет. Quận 5) — городской район Хошимина (Вьетнам). Китайская община (народность хоа) составляет значительную часть населения в районе. В районе расположено несколько больниц, школ и университетов.
По состоянию на 2010 год, в районе проживает 174 154 человека. Площадь района составляет 4,27 км².

## Расположение в Хошимине
Район 5 граничит с районами 1 и 4 на востоке, с районом 6 на западе, с районом 8 на юге, с районами 10 и 11 на севере.

## Административное деление
Район 5 состоит из 14 кварталов:
| - Квартал 1 - Квартал 2 - Квартал 3 - Квартал 4 - Квартал 5 | - Квартал 6 - Квартал 7 - Квартал 8 - Квартал 9 - Квартал 10 | - Квартал 11 - Квартал 12 - Квартал 13 - Квартал 14 |

## Достопримечательности
- Тёлон (китайский квартал Хошимина)
- Отель Windsor Plaza (5 звезд), в настоящее время самое высокое здание в районе 5[2]
- Исторический квартал Hải Thượng Lãn Ông (продажа китайских и вьетнамских трав)
- Аквапарк Đại Thế Giới[3]
- Культурный центр района 5[4]
- Рынок Kim Biên (продажа химических веществ)
- Рынок Андонг

## Образование
- Hùng Vương High School
- Lê Hồng Phong High School for the Gifted
- High School for the Gifted
- Ho Chi Minh City Pedagogical University
- Ho Chi Minh City University of Science
- Ho Chi Minh City Medicine and Pharmacy University
- Ho Chi Minh City Sports Pedagogical University